# 坎德爾默斯島

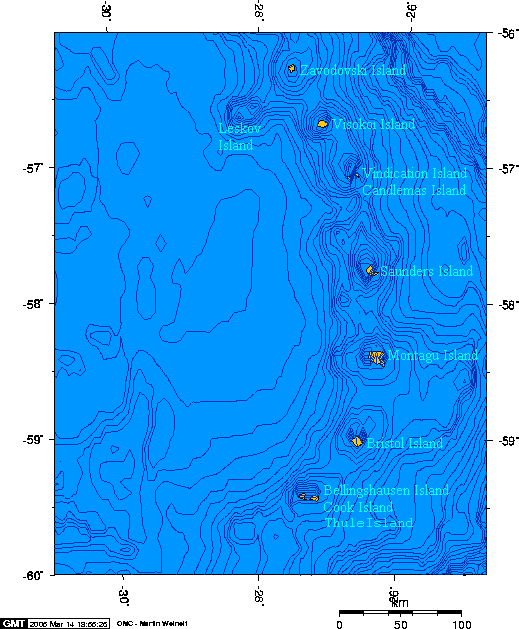

坎德爾默斯島（英語：Candlemas Island）是大西洋的島嶼，位於溫德凱申島東南4.5公里，屬於坎德爾默斯群島的一部分，長5.9公里、寬3.7公里，面積12平方公里，海拔高度550米，該島在1775年被英國航海家發現，島上無人居住。

## 外部連結
- volcano.und.edu

57°05′S 26°39′W / 57.083°S 26.650°W